# Curran (Wisconsin)
Curran – miasto w Stanach Zjednoczonych, w stanie Wisconsin, w hrabstwie Jackson.